# Radu Petrescu
Radu Petrescu (Bucarest, 12 novembre 1982) è un arbitro di calcio rumeno.

## Carriera

### Nazionale
Nel 2007 fu promosso in Liga I, la massima serie rumena. La sua prima partita arbitrata in questo campionato fu quella del 10 agosto 2007 Mioveni-Vaslui. Ha arbitrato, inoltre, nel 2015, nel 2018 e nel 2020 la Supercoppa di Romania, nel 2017 la finale di Coppa di Lega rumena e nel 2019 la finale di Coppa di Romania.

### Internazionale
Dal 2012 fa parte delle liste degli arbitri FIFA e UEFA: dirige il suo primo match internazionale il 4 giugno 2016, Slovacchia-Irlanda del Nord.
Esordisce in una competizione UEFA il 5 luglio 2012, dirigendo la partita delle Qualificazioni all'Europa League Jagodina-Ordabasy. Ha esordito nella fase a gironi di Champions League il 1º novembre 2022, dirigendo Viktoria Plzeň-Barcellona.
Ha diretto due partite nella Qatar Stars League nella stagione 2015-2016, e inoltre ha diretto la finale della Coppa d'Egitto 2019.